# Francisco Tanzer
Francisco Tanzer (* 12. September 1921 als Franz Herbert Leopold Tänzer in Wien; † 25. Oktober 2003 in Düsseldorf) war ein österreichischer Schriftsteller.

## Leben
Francisco Tanzer entstammte einer assimilierten jüdischen Familie. Nach dem Anschluss Österreichs an das Deutsche Reich floh er 1938 über die Tschechoslowakei nach Paris, wo er ein Gymnasium besuchte. 1941 floh er weiter nach Portugal, von wo aus er 1942 in die Vereinigten Staaten gelangte. Ab 1942 lebte er in New York und später in Kalifornien. Als
Angehöriger der US Army kam er 1945 nach Deutschland, wo er u. a. als Pressezensor tätig war. 1947 kehrte er in die USA zurück und absolvierte in New York ein Studium der Germanistik. 1954 ging er wieder nach
Deutschland, wo er in Wiesbaden, München und schließlich in
Düsseldorf lebte. Er lieferte literarische Arbeiten für den WDR-Hörfunk, war allerdings ab 1959 gezwungen, als Repräsentant für ein französisches Unternehmen der Metallindustrie zu arbeiten. Ab Mitte der Sechzigerjahre beschäftigte sich Tanzer mit Film- und Fernsehprojekten; nachdem zuvor nur einzelne seiner Werke verstreut erschienen waren, veröffentlichte er 1979 eine erste Sammlung seiner literarischen Arbeiten.
Francisco Tanzer war Verfasser von Erzählungen, Gedichten und Theaterstücken. Zahlreiche seiner Gedichte wurden von zeitgenössischen Komponisten Herbert Lauermann, Alfred Schnittke, Sofia Asgatowna Gubaidulina. Edisson Wassiljewitsch Denissow, Alexander Aronowitsch Knaifel, Klaus Ager und John Cage vertont. 2002 wurde Tanzer vom österreichischen Bundespräsident zum Professor ehrenhalber ernannt.

## Werke
Lyrik und Prosa
- Stimmen, Köln 1979
- Blätter, Düsseldorf 2001
- Der Österreicher in mir, Wien 2006

Musiktheater
- Das Ehepaar, Kammeroper von Herbert Lauermann, Libretto gemeinsam mit Herbert Gantschacher, Uraufführung 1986 durch die Wiener Kammeroper, deutsche Erstaufführung an der Kleinen Szene der Semperoper Dresden 1996 durch ARBOS – Gesellschaft für Musik und Theater (siehe auch Österreichische Nationalbibliothek Nachlass Francisco Tanzer)[2]
- Die Befreiung. Oper in zwei Akten nach dem gleichnamigen Roman von Francisco Tanzer, Musik von Herbert Lauermann, Libretto von Alexander Nitzberg, Uraufführung 2001 durch das Theater Ulm.